# Bátaszék
Bátaszék  este un oraș în districtul Szekszárd, județul Tolna, Ungaria, având o populație de 6.526 de locuitori (2011). 

## Demografie
Componența etnică a orașului Bátaszék
     Maghiari (89,19%)
     Germani (7,57%)
     Romi (2,15%)
     Necunoscut (0,46%)
     Alții (0,63%)
Componența confesională a orașului Bátaszék
     Romano-catolici (47,18%)
     Fără religie (13,21%)
     Reformați (7,17%)
     Necunoscută (30,83%)
     Alte religii (2,8%)
Conform recensământului din 2011, orașul Bátaszék avea 6.526 de locuitori. Din punct de vedere etnic, majoritatea locuitorilor (89,19%) erau maghiari, existând și minorități de germani (7,57%) și romi (2,15%). Apartenența etnică nu este cunoscută în cazul a 0,46% din locuitori. Nu există o religie majoritară, locuitorii fiind romano-catolici (47,18%), persoane fără religie (13,21%) și reformați (7,17%). Pentru 30,83% din locuitori nu este cunoscută apartenența confesională.

## Monumente
- Ruinele Abației Cikádor (sec. al XII-lea)